# Monument-Lefebvre
Pour les articles homonymes, voir Lefèvre.
Le Monument-Lefebvre est un lieu historique national du Canada situé à Memramcook, au Nouveau-Brunswick.

## Histoire
Le Monument-Lefebvre est inauguré les 16 et 17 juin 1897 et nommé ainsi en l'honneur du père Camille Lefebvre, fondateur du Collège Saint-Joseph, décédé deux ans auparavant.
Il est tout d'abord utilisé comme laboratoire par le Collège Saint-Joseph, tandis que son amphithéâtre permet d'organiser des concerts, des conférences et de nombreuses manifestations diverses. Le lieu et son fondateur ont joué un rôle déterminant dans la renaissance acadienne.
Après la fermeture du Collège en 1972, le Monument-Lefebvre manque de disparaître mais est finalement rénové et déclaré lieu historique national en 1994.

## Architecture
Le Monument-Lefebvre est construit en grès rustiqué de couleur olive. Sa façade symétrique comprend des éléments néoromans. Il abrite un théâtre et des salle de classe.